# Kenji Watanabe (Materialwissenschaftler)
Kenji Watanabe (* um 1962) ist ein japanischer experimenteller Festkörperphysiker, Spektroskopiker und Materialwissenschaftler.

## Leben und Werk
Watanabe kam 1994 an das National Institute for Research in Inorganic Materials (NIRIM), an dessen Hochdruckpresse ein Forschungsprogramm begann, andere Materialien als Diamant auf mögliche Anwendungen zu untersuchen, zunächst Bornitrid. Zunächst befasste er sich gemeinsam mit Takashi Taniguchi, der etwas früher zum NIRIM kam und drei Jahre älter ist, mit der kubischen Phase von Bornitrid (erste Veröffentlichungen 2002), ein Jahr später mit der hexagonalen Phase. Diese galt zunächst als wenig vielversprechend, Watanabe entdeckte aber, dass sie unter ultraviolettem Licht (im Gegensatz zur kubischen Phase und Diamant) Lumineszenz zeigte (und damit eine große Bandlücke aufwies). Er wurde später Chefwissenschaftler an der Nachfolgeinstitution des NIRIM, dem National Institute for Materials Science (NIMS) in Tsukuba, im Bereich elektrischer und elektronischer Materialien und Elektrokeramik am Research Center for Functional Materials.
Watanabe befasst sich, häufig in Zusammenarbeit mit Taniguchi, mit zweidimensionalen Gittern zum Beispiel von Graphen und (hexagonalem) Bornitrid. Beiden gelang mit Hochdruckpressen die Herstellung von ultrareinem hexagonalem Bornitrid, womit sie ab den 2010er Jahren dank der herausragenden Qualität ihrer Materialien Labore weltweit versorgten und damit auch zu den meistzitierten Wissenschaftlern in ihrem Bereich gehörten, da hexagonales Bornitrid in der Forschung zu einem der vielversprechendsten elektronischen Materialien wurde, auch ohne seine Verbindung zu Graphen. Allein zwischen 2011 und 2019 waren sie an über 52 Artikeln in Nature und Science als Ko-Autoren beteiligt, wobei sie nach eigenen Worten nicht immer explizit auf der Ko-Autorenschaft bestanden. Bei Lieferung des Materials müssen die Empfänger allerdings einen Vertrag mit dem NIMS unterzeichnen.
Dadurch trugen sie zur Entdeckung der großen Bandbreite von hexagonalem Bornitrid bei mit der Möglichkeit der Verwendung als Ultraviolett-Halbleiterlaser, der Verwendung als Substrat für Graphen in der Elektronik einschließlich der Herstellung punktförmiger Kontakte zu Gittern aus Graphen oder Bornitrid. Damit kamen sie auch zum sehr aktiven Forschungsgebiet Graphen, in dem sie ursprünglich kaum aktiv waren und das um 2004 durch die Forschungen der späteren Nobelpreisträger Andre Geim und Konstantin Novoselov großen Auftrieb erhielt. Sie waren auch an der Verwendung gegeneinander verdrehter Graphen-Doppelschichten als Simulator für Hochtemperatursupraleiter beteiligt. Beide waren auch an der Untersuchung verschiedener Festkörperphänomene an Graphen beteiligt sowie an Untersuchungen zu dessen Verwendung als LEDs.
2022 wurde er mit Taniguchi bei den Clarivate Citation Laureates als hochzitierter Wissenschaftler im Bereich Physik aufgenommen. Für 2023 wurde  beiden der James C. McGroddy Prize for New Materials zugesprochen.